# Guard

La disposizione delle offensive guard nella linea d'attacco

La guard (G) o guardia o meglio l'offensive guard (OG) è uno dei tre ruoli che costituiscono l'offensive line di una squadra di football americano.
Deve avere una costituzione molto robusta ma nello stesso tempo deve avere anche una buona esplosività nelle gambe, perché oltre che difendere il quarterback durante i lanci creando la "tasca" deve aprire dei varchi per il runningback durante il gioco di corsa.
Si trova tra il centro e l'offensive tackle.